# 56957 Seohideaki
56957 Seohideaki è un asteroide della fascia principale. Scoperto nel 2000, presenta un'orbita caratterizzata da un semiasse maggiore pari a 2,7858356 UA e da un'eccentricità di 0,0826194, inclinata di 11,94994° rispetto all'eclittica.